# Ruschia tardissima
Ruschia tardissima är en isörtsväxtart som beskrevs av L. Bol. Ruschia tardissima ingår i släktet Ruschia och familjen isörtsväxter. Inga underarter finns listade i Catalogue of Life.